# Jane Leeves
Jane Leeves (18 de abril de 1961) é uma atriz, comediante, dubladora e dançarina inglesa. Leeves fez sua primeira aparição em um pequeno papel no programa de comédia da televisão britânica chamado The Benny Hill Show. Ela se mudou para os Estados Unidos, onde trabalhou em pequenos papéis até conseguir um papel na série de televisão Murphy Brown. Em 1993, conseguiu popularidade como Daphne Moon na série Frasier (1993-2004), papel pelo qual foi indicada ao Emmy e ao Golden Globe Awards. Ela também teve participações importantes nos filmes Milagre na Rua 34 (1994), James e o Pêssego Gigante (1996), e Music of the Heart (1999).
Entre 2010 e 2015, Leeves atuou como Joy na sitcom Hot in Cleveland. Em 2018, entrou para o elenco do drama médico da Fox, The Resident, como Dra. Kitt Voss.

## Biografia
Leeves nasceu em Ilford, Essex no Reino Unido. Ela, após isso, se mudou para Crawley e depois para East Grinstead. Ela começou sua carreira treinando para ser bailarina na Bush Davies School of Dance e trabalhou como modelo, até sua primeira aparição no filme O Sentido da Vida do grupo inglês Monty Python. Ela desistiu da possibilidade de uma carreira no balé devido a uma lesão no tornozelo.

## Carreira

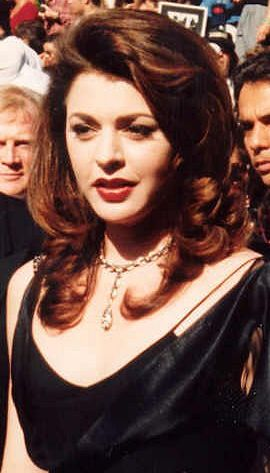
Leeves no Emmy em 1994

Jane começou sua carreira no programa britânico The Benny Hill Show, como uma das "Hill's Angels". Após sair do programa, começou a fazer pequenas aparições em filmes e seriados. Usou sua experiência como dançarina na famosa cena "Christmas in Heaven" do filme O Sentido da Vida do grupo inglês Monty Python e também apareceu como uma das turistas com um bebê no clipe musical "California Girls" do cantor David Lee Roth. Em 1985, interpretou uma personagem lésbica no filme Viver e Morrer em Los Angeles. Começou a ganhar mais visibilidade como Blue (Prudence Anne Bartlett), na sitcom Throb. 
Em 1989, conseguiu um papel no seriado americano Murphy Brown, o qual deu a ela bastante destaque, interpretando Audrey, a namorada estranha do produtor Miles Silverberg. 
Em 1992, interpretou Marla "a virgem", em quatro episódios da sitcom Seinfeld. Em 1993, ela entrou para o elenco da série de televisão Frasier, onde interpretou a excêntrica, direta e supostamente psíquica Daphne Moon, o sucesso da série alavancou a carreira a Jane. Ela ganhou uma indicação no Emmy e ao Globo de Ouro, e se tornou a atriz britânica mais bem paga em Hollywood. . Em 1996, Leeves participou do filme de animação da Disney James e o Pêssego Gigante. Em 1999, atuou no filme Music of the Heart, ao lado de Meryl Streep. 
No começo do ano 2000, Leeves engravidou, e os roteiristas de Frasier incorporaram seu ganho de peso na história, como se fosse devido ao stress de sua personagem por causa do relacionamento dela com Niles (David Hyde Pierce). Em 2002, apareceu no musical da Broadway Cabaret. Frasier chegou ao fim em 2004, após um período de férias Leeves retornou ao trabalho gravando um piloto da sitcom Misconceptions para o canal The WB, porém o piloto não foi aprovado pelo canal. Em 2007, também gravou um piloto não aprovado de um remake da sitcom britânica The Vicar of Dibley, para o canal ABC. Em 2009, Leeves participou da dublagem da série The Penguins of Madagascar, onde ela interpretou Lulu, uma chimpanzé fêmea, por quem Phil se apaixona.
Em 2010, fez uma participação em dois episódios da série Desperate Housewives como Dra. Graham, a terapeuta de Lynette e Tom. No mesmo ano, começou a interpretar Joy Scroggs na série de comédia do TV Land, Hot in Cleveland, junto com Wendie Malick (com quem trabalhou junto na temporada final de Frasier) e com Betty White. Em 2011 ela foi indicada ao Screen Actors Guild Awards na categoria Melhor Performance de Elenco em Série de Comédia, junto com o elenco. Em janeiro de 2012, Leeves posou em um anúncio para a campanha NOH8, em apoio a comunidade LGBT. Hot in Cleveland terminou em 2015, após seis temporadas, sendo uma das séries mais longas já produzidas pelo canal. Em 2018, retornou a televisão no drama médico da Fox, The Resident, interpretando a Dra. Kitt Voss.

## Vida Pessoal
Jane Leeves é casada com Marshall Coben, um executivo da CBS Television Studios, desde 21 de dezembro de 1996, e tem dois filhos. Seu colega de trabalho em Frasier, Peri Gilpin, estava na sala de parto quando sua filha Isabella Kathryn Coben (nascida em 9 de janeiro de 2001) nasceu e ele é o padrinho dela. Jane é madrinha da filha de Peri Gilpin, chamada Stella. Seu filho, Finn William Leeves Coben, nasceu em 19 de dezembro de 2003, e seus padrinhos são David Hyde Pierce e John Mahoney.

## Filmografia
| Ano       | Filme/Televisão                                   | Papel                               | Notas |
| --------- | ------------------------------------------------- | ----------------------------------- | --- |
| 1981      | Halloween II                                      | Vítima (breve aparição)             | não creditada |
| 1981      | Nice to See You!                                  | Performista                         | |
| 1983      | O Sentido da Vida                                 | Dançarina                           | não creditada |
| 1983      | The Hunger                                        |                                     | não creditada |
| 1983–1985 | The Benny Hill Show                               | Hill's Angel                        | 4 episódios |
| 1985      | Viver e Morrer em Los Angeles                     | Serena                              | creditada como Jane Leaves |
| 1986–1988 | Throb                                             | Prudence Anne 'Blue' Bartlett       | 48 episódios |
| 1987      | Murder, She Wrote                                 | Gwen Petrie                         | 1 episódio |
| 1989      | It's a Living                                     | Terry Tedaldo                       | 1 episódio |
| 1989      | Mr. Belvedere                                     | Professora Ann Burns                | 1 episódio |
| 1989      | Hooperman                                         | Annie                               | 1 episódio |
| 1989–1993 | Murphy Brown                                      | Audrey Cohen                        | 9 episódios |
| 1990      | My Two Dads                                       | Harriet                             | Episódio: "See You in September?" |
| 1990      | Who's the Boss?                                   | Ms. Adams                           | 1 episódio |
| 1991      | Blossom                                           | Sheila                              | Episódio: "Love Stinks" |
| 1992–1998 | Seinfeld                                          | Marla Penny                         | 4 episódios "The Virgin", "The Contest", "The Pilot" e "The Finale - Parte 2" |
| 1993–2004 | Frasier                                           | Daphne Moon                         | 263 episódios Golden Globe Award - Best Supporting Actress – Series, Miniseries or Television Film (1995) - Indicada Emmy Awards - Outstanding Supporting Actress in a Comedy Series (1998) - Indicada Screen Actors Guild Awards - Outstanding Performance by an Ensemble in a Comedy Series (2000) - Vencedora (1995,1996,1997,1998,1999,2001,2002,2003,2004)- Indicada Viewers for Quality Television Awards - Best Supporting Actress in a Quality Comedy Series - Vencedora (1995), Indicada 1998,1999,2000 Satellite Awards - Best Actress – Television Series Musical or Comedy- Indicada (2000,2004) |
| 1994      | Miracle on 34th Street                            | Alberta Leonard                     | |
| 1995      | Caroline in the City                              | Daphne Moon                         | Episódio: "Caroline and the Bad Back" |
| 1996      | James e o Pêssego Gigante                         | Joaninha                            | voz |
| 1996      | Pandora's Clock                                   | Pandora's Clock                     | |
| 1996      | The Great War and the Shaping of the 20th Century | Caroline Webb                       | voz |
| 1998      | Hercules (série da Disney)                        | Atena                               | 6 episódios, voz |
| 1999      | Don't Go Breaking My Heart                        | Juliet Gosling                      | |
| 1999      | Music of the Heart                                | Dorothea von Haeften                | |
| 2003      | The Event                                         | Mona                                | |
| 2003      | The Simpsons                                      | Edwina                              | 1 episódio, voz |
| 2006      | Misconceptions                                    | Amanda Watson                       | 7 episódios |
| 2006      | Twenty Good Years                                 | Mary Frances                        | 1 episódio |
| 2006      | Garfield: A Tail of Two Kitties                   | Eenie                               | voz |
| 2008      | The Starter Wife                                  | Ann Hefton                          | 2 episódios |
| 2009–2011 | The Penguins of Madagascar                        | Lulu                                | 2 episódios, voz |
| 2009–2013 | Phineas and Ferb                                  | Vários Personagens                  | 5 episódios, voz |
| 2009      | Endless Bummer                                    | Liv                                 | |
| 2010      | Desperate Housewives                              | Dra. Graham                         | 2 episódios |
| 2010      | Notes from the Underbelly                         | Gracie                              | 1 episódio |
| 2010–2015 | Hot in Cleveland                                  | Joy Scroggs                         | 128 episódios Screen Actors Guild Awards - Melhor Performance de Elenco em Série de Comédia (2011) - Indicada |
| 2016      | Lego Star Wars: The Freemaker Adventures          | Lt. Estoc                           | 2 episódios, voz |
| 2017      | The Great Indoors                                 | Cheryl                              | Episódio: "Roland's Secret" |
| 2017      | Mickey and the Roadster Racers                    | Rainha da Inglaterra Babette Beagle | 4 episódios, voz |
| 2018–2023 | The Resident                                      | Dra. Kitt Voss                      | Regular |